# Luiz Claudio Cicchetto Tarallo
Luiz Cláudio Cicchetto Tarallo (Louveira, 27 de maio de 1966) é um treinador de basquete.

## Carreira
Foi treinador da Seleção Brasileira de Basquetebol Feminino, comandou o elenco da Seleção Brasileira de Basquetebol Feminino, nas Olimpíadas de 2012 e 2016.

Atualmente trabalha como coordenador escolar no colégio São Vicente De Paulo em Jundiaí. 